# Підводний човен з крилатими ракетами

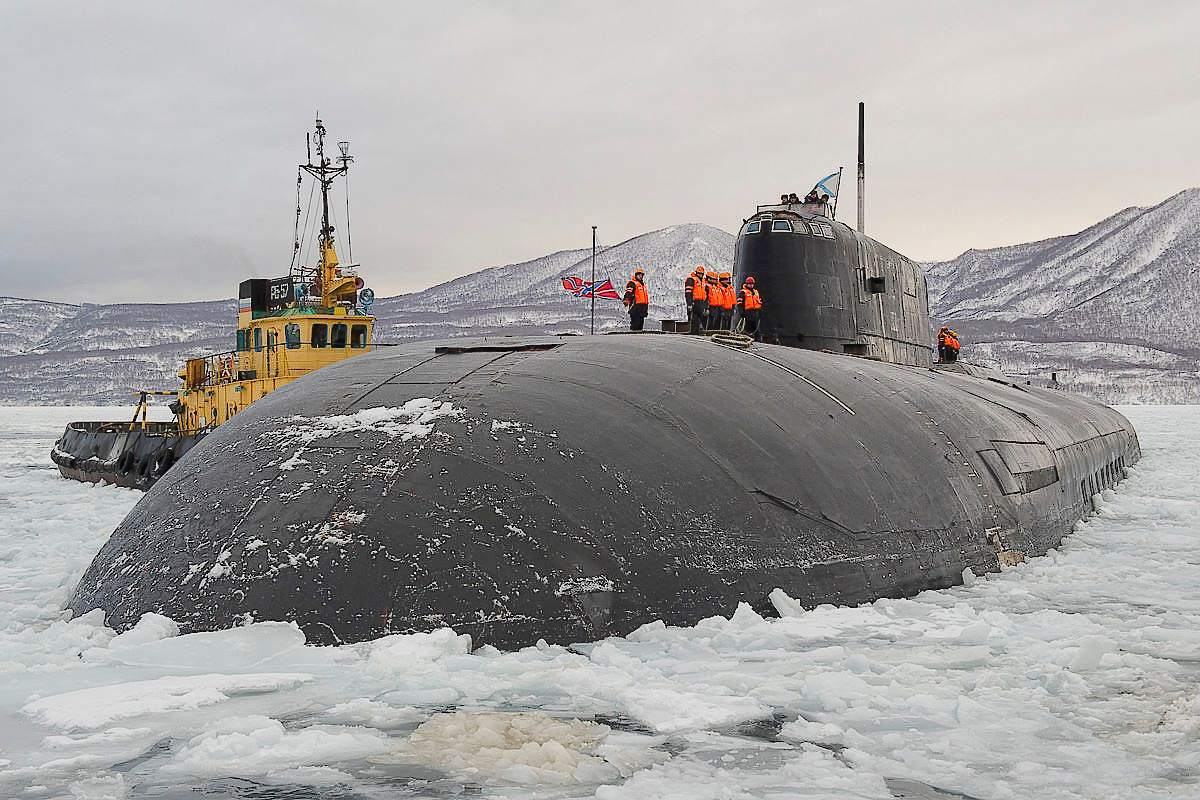
Підводні човни проєкту 949

Підводний човен з крилатими ракетами  - це підводний човен, який несе крилаті ракети в якості основного озброєння. Крилаті ракети і спеціальні протикорабельні ракети значно розширити можливості таких підводних човнів для атаки наземних та надводних цілей. Хоча торпеди можуть застосовуватись більш приховано, ракети забезпечують враження цілей на суходолі чи на недосяжній для перших дистанції, а також надають змогу одночасно обстрілювати кілька цілей, розташованих у різних напрямках. Розміщенні на підводних човнах крилаті ракети часто можуть оснащуватись ядерною боєголовкою. Водночас підводні човни з крилатими ракетами відрізняють від підводних човнів з балістичними ракетами, з огляду на визначні відмінності між характеристиками цих двох типів ракетної зброї.  
Багато сучасних багатоцільових підводних човнів спроможні запускати крилаті ракети через торпедні апарати, у той час як деякі проекти таких човнів мають невелику кількість вертикальних пускових установок для крилатих ракет. Таким чином класи багатоцільових підводних човнів та підводних човнів з крилатими ракетами частково перетинаються. Тим не менш, підводний човен, який має на озброєнні крилаті ракети, класифікується як багатоцільовий, якщо його основною зброєю залишаються торпеди, а конструкція такого човна передбачає високу швидкість та маневровість для участі у морському бою на відносно невеликих дистанціях. Натомість до підводних човнів з балістичними ракетами відносять насамперед більш тихохідні субмарини, призначенні для завдавання ударів з далекої відстані.  
Система символів для бортових номерів кораблів у США передбачає позначення підводних човнів з балістичними ракетами як SSG та SSGN - де SS позначає субмарину,G визначає наявність керованих ракет, а N означає, що підводний човен має атомний двигун. 

## ВМС США
У ВМС США перші підводні човни з крилатими ракетами були розроблені на початку 1950-х років. Першим засоби запуску ракет типу SSM-N-8 Regulus отримав перероблений підводний човен типу «Гато» USS Tunny, побудований у під час Другої світової війни.  Його використали для експериментів, спрямованих на розробку методики використання крилатих ракет. Після цього відповідну переробку пройшов наступний підводний човен цього типу. З 1957 ці підводні човни здійснили перші патрулі у рамках ядерного стримування. 